# Christoph Friedrich Sartorius

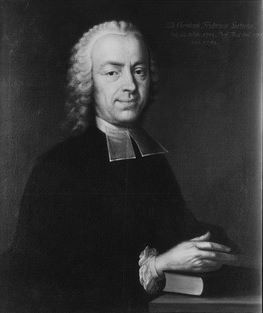
Christoph Friedrich Sartorius auf einem Bild von 1758 in der Tübinger Professorengalerie

Christoph Friedrich Sartorius (* 22. Oktober 1701 in Oberiflingen; † 9. Dezember 1785 in Tübingen) war ein deutscher lutherischer Theologe sowie Professor und Rektor an der Universität Tübingen.

## Leben
Christoph Friedrich Sartorius studierte in Tübingen und wurde dort 1719 Magister. Er war ab 1733 als Präceptor und Prediger im Kloster Bebenhausen und ging 1747 als Stadtpfarrer und Superintendent nach Ludwigsburg. Von 1754 bis 1785 war er ordentlicher Professor der Theologie in Tübingen und ab 1780 zugleich Kanzler der Universität sowie 1759, 1767/68, 1773/74 und 1776/77 Rektor der Universität.
Sein 1758 von einem unbekannten Künstler gemaltes Porträt hängt in der Tübinger Professorengalerie.